# Porodní asfyxie
Porodní asfyxie (také známá jako perinatální asfyxie nebo asfyxie novorozence či dušení při porodu) je zdravotní stav vyplývající z nedostatku kyslíku novorozence, který trvá během porodu tak dlouho, že zapříčiní tělesné poškození, obvykle mozku. Je to také neschopnost zajistit a udržet dostatečné nebo spontánní dýchání po porodu novorozence. I nadále představuje závažné onemocnění, které způsobuje významnou úmrtnost a nemocnost. Jedná se o stav nouze a vyžaduje přiměřenou a rychlou resuscitaci.
Porodní asfyxie také znamená nedostatek kyslíku od 28. týdne těhotenství do 1. dne po porodu. Je to také poškození plodu nebo novorozence způsobené: nedostatkem kyslíku, nedostatečnou prokrvení různých orgánů a může být spojeno s nedostatečnou ventilací.
V souladu se Světovou zdravotnickou organizací (WHO) je porodní asfyxie charakterizována – hlubokou metabolickou acidózou, s pH <7,20 na vzorku arteriální krve z pupeční šňůry, přetrvávání Apgar skóre na úrovni 3 v 5. minutě, klinickými neurologickými následky v bezprostředním novorozeneckém období, důkazy multiorgánové dysfunkce v bezprostředním novorozeneckém období.
Hypoxické poškození se může vyskytnout u většiny orgánů novorozence (srdce, plíce, játra, střeva, ledviny), ale poškození mozku je velmi znepokojivé a snad nejméně pravděpodobné, že se rychle nebo úplně uzdraví. Ve výraznějších případech dítě přežije, ale s poškozením mozku se projeví jako mentální, jako je vývojové zpoždění nebo mentální postižení, nebo fyzické, jako je spasticita.
Nejčastěji je způsobena příčinami před porodem, jako je pokles krevního tlaku matky nebo jiný podstatný zásah do toku krve do mozku dítěte během porodu. K tomu může dojít v důsledku nedostatečné cirkulace nebo prokrvení, zhoršeného dýchacího úsilí nebo nedostatečné ventilace. Porodní asfyxie se vyskytuje u 2 až 10 z 1000 novorozenců narozených v řádném termínu a více u těch, kteří se narodí předčasně. WHO odhaduje, že v důsledku porodní asfyxie dochází každoročně k 4 milionům úmrtí novorozenců, což představuje 38 % úmrtí dětí mladších 5 let.
Porodní asfyxie může být příčinou hypoxické ischemické encefalopatie nebo intraventrikulárního krvácení, zejména u předčasně narozených. Dítě trpící těžkou perinatální asfyxií má obvykle špatnou barvu (cyanózu), perfuzi, citlivost, svalové napětí a dýchací úsilí, což se odráží v nízkém 5 minutovém Apgar skóre. Extrémní stupně asfyxie mohou způsobit srdeční zástavu a smrt. Pokud je resuscitace úspěšná, je dítě obvykle převedeno na novorozeneckou jednotku intenzivní péče.
Vědecké debaty již dlouho probíhají o tom, zda by novorozenci s asfyxií měli být resuscitováni 100% kyslíkem nebo normálním vzduchem. Bylo prokázáno, že vysoké koncentrace kyslíku vedou k tvorbě kyslíkových volných radikálů, které mají roli při reperfuzním poškození po asfyxii. Výzkum Oly Didrika Saugstada a dalších vedl v roce 2010 k novým mezinárodním směrnicím o resuscitaci novorozenců, přičemž doporučil použití normálního vzduchu místo 100 % kyslíku.
Existuje značná diskuse nad diagnózou porodní asfyxie kvůli právně-lékařským důvodům. Kvůli nedostatku přesnosti se moderní porodnictví termínu vyhýbá.